# Isambard Kingdom Brunel

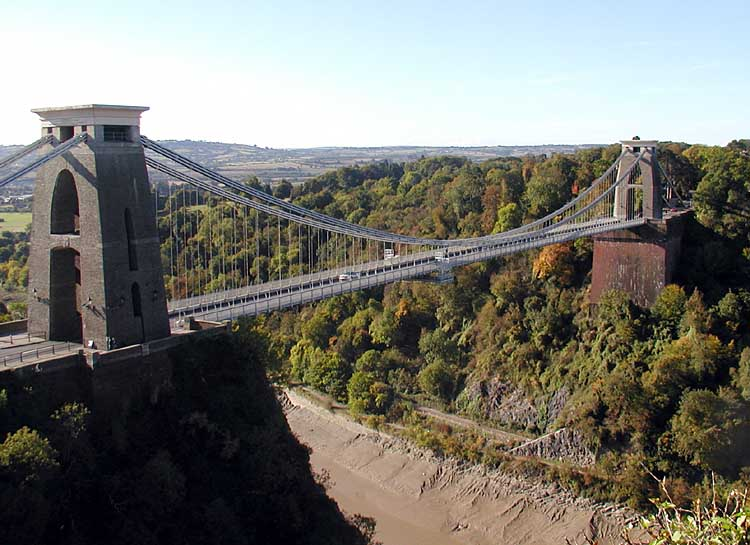
Clifton Suspension Bridge w Bristolu

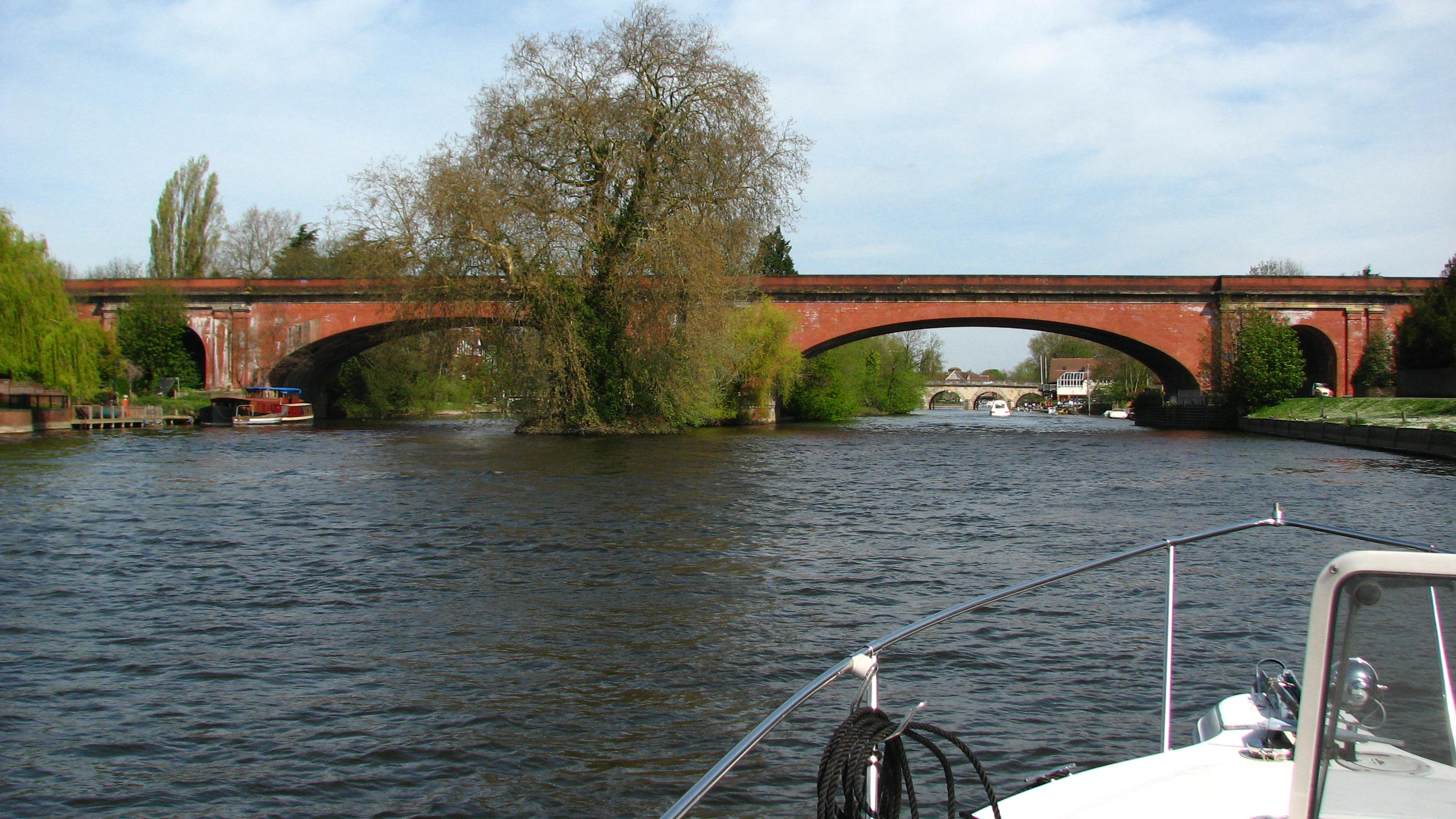
Maidenhead Railway Bridge nad Tamizą pomiędzy Maidenhead i Taplow

Isambard Kingdom Brunel (ur. 9 kwietnia 1806 w Portsmouth, zm. 15 września 1859) – brytyjski inżynier, konstruktor statków parowych i mostów, główny inżynier kolei Great Western Railway. W 1829 roku odznaczony Orderem Legii Honorowej. W 2002 roku w plebiscycie BBC na 100 najważniejszych Brytyjczyków wszech czasów zajął drugie miejsce za Winstonem Churchillem.
Isambard był synem inżyniera i wynalazcy Marca Brunela, francuskiego emigranta. Urodził się w angielskim mieście portowym Portsmouth. Wczesne dzieciństwo spędził w warsztacie swojego ojca, gdzie powstawały takie wynalazki jak pierwszy nowoczesny młyn czy pionierski tunel pod Tamizą. Ukończył liceum w Paryżu, studiował nauki techniczne w mieście Caen we Francji.
Był pionierem idei transportu ładunków w drewnianych skrzyniach, którą zastosował do transportu węgla z kopalni w dolinie Neath do portu Swansea w Walii.
Prace Brunela dzielą się na cztery okresy: budowy tuneli, mostów, linii i dworców kolejowych oraz statków dalekomorskich.
- Tunele

Tunel pod Tamizą, tunele kolejowe na trasie Bath – Swindon
- Stacje kolejowe

Bristol Temple Meads, Bridgwater, Exeter St Davids, Taunton
- Linie kolejowe

Linia Południowo-zachodnia między Bristol Temple Meads a Penzance, kolej próżniowa (nieistniejąca) między Exeterem a Plymouth
- Mosty

Most wiszący Clifton Suspension Bridge pod Bristolem, stary most Hungerford Bridge w Londynie, pierwsza wersja Tamar Bridge, Maidenhead Railway Bridge(ang.)
- Statki

SS Great Western, SS Great Britain, SS Great Eastern